# Otto P. Weyland

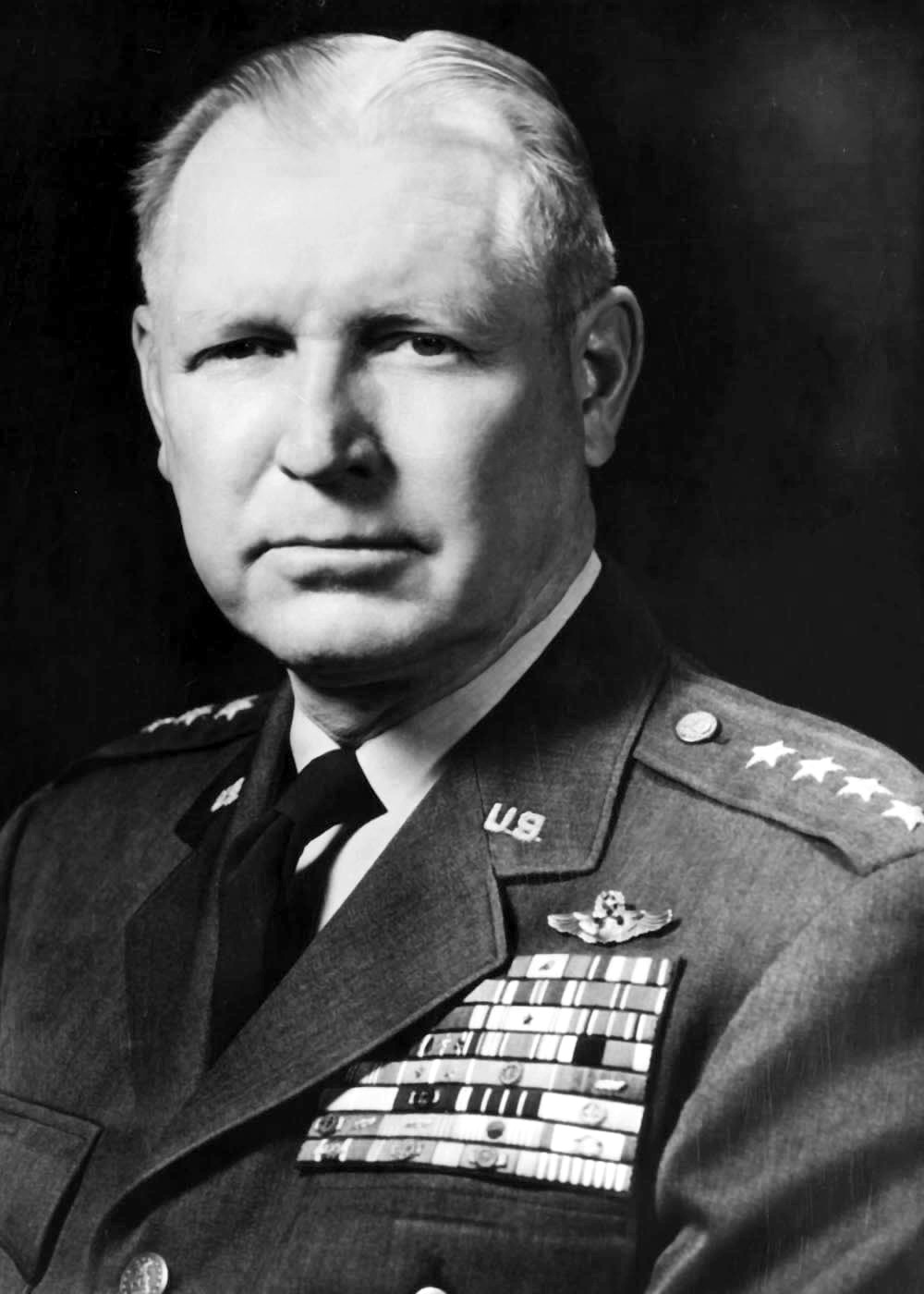
General Otto P. Weyland

Otto Paul „Opie“ Weyland (* 27. Januar 1902 in Riverside, Riverside County, Kalifornien; † 2. September 1979 in San Antonio, Bexar County, Texas) war ein US-amerikanischer General der United States Air Force, der zuletzt zwischen 1954 und 1959 Kommandierender General des Tactical Air Command war.

## Leben

### Militärische Ausbildung und Zweiter Weltkrieg
Weyland begann nach dem Besuch der High School in Taft sowie in Hempstead 1919 ein Maschinenbaustudium an der Texas A&M University in College Station, das er 1923 mit einem Bachelor of Science (B.Sc. Mechanical Engineering) abschloss. Im Anschluss trat er als Leutnant in den US Army Air Service ein und absolvierte Pilotenausbildungen auf den Militärflughäfen Brooks Field sowie Kelly Field. Daraufhin wurde er zur 12th Observation Squadron im Fort Sam Houston versetzt und war anschließend selbst Fluglehrer auf dem Stützpunkt Kelly Field. Im Juni 1930 wurde er zum Oberleutnant befördert und Kommandeur der auf dem Luftstützpunkt Luke Field auf Hawaii stationierten 4th Observation Squadron, ehe er im November 1934 als Fluglehrer abermals zum Stützpunkt Kelly Field zurückkehrte. 1935 wurde er Chef der dortigen Aufklärungsabteilung und erhielt im März 1935 seine Beförderung zum Hauptmann.
Nach dem Besuch der Air Corps Tactical School auf dem Stützpunkt Maxwell Field und der Command and General Staff School (CGSS) in Fort Leavenworth fand Weyland vom 21. Juni 1939 bis zum 8. April 1941 Verwendung als Assistent des Leiters der Luftfahrtabteilung im Büro der Nationalgarde und im Anschluss zwischen dem 13. Mai 1941 und dem 3. März 1942 als Kommandeur der in der Panamakanalzone stationierten 16th Pursuit Group, aus der die heutige 1st Special Operations Wing hervorging. In dieser Verwendung erfolgte am 24. Dezember 1941 kurz nach dem Eintritt der Vereinigten Staaten in den Zweiten Weltkrieg am 8. Dezember 1941 seine Beförderung zum Oberstleutnant sowie am 1. Februar 1942 zum Oberst. Er war zwischen dem 4. März und dem 15. Juni 1942 stellvertretender Chef des Stabes der ebenfalls in der Panamakanalzone stationierten 6th Air Force sowie vom 25. Juni 1942 bis zum 28. März 1943 stellvertretender Chef für Luftunterstützung im Hauptquartier der nunmehrigen US Army Air Forces (USAAF).

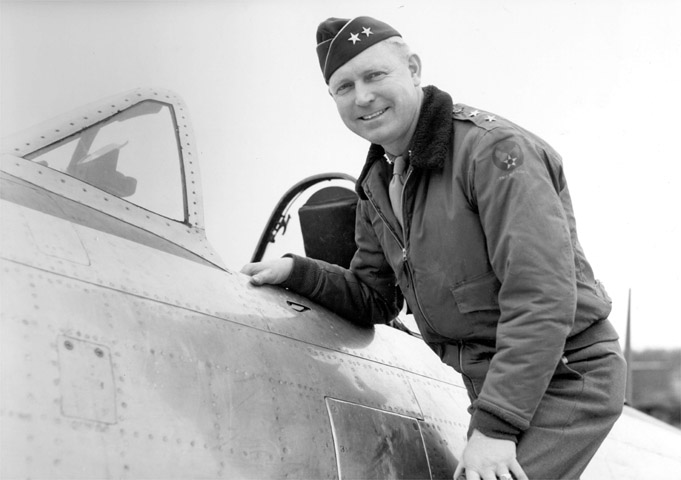
Generalmajor Weyland auf der Tragfläche seines Kampfflugzeuges vom Typ Republic P-47 Thunderbolt (Januar 1945)

Anschließend folgte vom 29. März bis November 1943 eine Verwendung Weylands als Leiter der Abteilung Zuteilung und Programme im Büro des Assistierenden Chefs des Stabes für Operationen, Verpflichtungen und Anforderungen im Hauptquartier der USAAF, in der er am 26. September 1943 auch zum Brigadegeneral befördert wurde. Er war zwischen dem 10. November 1943 und dem 2. Februar 1944 Kommodore der im Vereinigten Königreich stationierten 84th Fighter Wing und daraufhin vom 3. Februar 1944 bis zum 22. Mai 1945 Kommandierender General des XIX Tactical Air Command der Ninth Air Force, mit dem er in Großbritannien, Frankreich und Deutschland stationiert war. In dieser Verwendung erfolgte am 5. Januar 1945 auch seine Beförderung zum Generalmajor.

### Nachkriegszeit
Nach Ende des Zweiten Weltkrieges war Generalmajor Weyland vom 23. Mai bis zum 4. August 1945 Kommandierender General der in Deutschland stationierten 9th Air Force. Nach seiner Rückkehr in die USA fungierte er zwischen dem 1. Oktober 1945 und Juni 1946 erst als Assistierender Kommandant der Command and General Staff School (CGSS) in Fort Leavenworth sowie daraufhin vom 21. Juni 1946 bis zum 9. Oktober 1947 als Assistierender Chef des Stabes der USAAF für Planung (A 5), ehe er in der am 18. September 1947 neugegründeten Teilstreitkraft der US Air Force (USAF) zwischen dem 10. Oktober 1947 und dem 24. Februar 1948 Direktor für Planung und Operation im Hauptquartier der USAF war. Daraufhin war er vom 25. Februar 1948 bis zum 3. Juli 1950 stellvertretender Kommandant des National War College (NWC) im Fort Lesley J. McNair sowie zugleich zwischen dem 17. März 1950 und dem 9. Juni 1951 stellvertretender Kommandeur für Operationen der in Japan stationierten jetzigen Far East Air Forces, ehe er als Generalleutnant vom 10. Juni 1951 bis zum 25. März 1954 Kommandierender General der Far East Air Forces war.
Zuletzt war General Weyland vom 1. Mai 1954 bis zum 31. Juli 1959 Kommandierender General des Tactical Air Command. Am 31. Juli 1959 schied er nach 36 Dienstjahren aus dem aktiven Militärdienst aus und trat in den Ruhestand. Nach seinem Tode wurde er auf dem Sunset Memorial Park in San Antonio beigesetzt.

## Auszeichnungen
- Army Distinguished Service Medal
- Silver Star
- Legion of Merit
- Distinguished Flying Cross
- Bronze Star Medal
- Air Medal